# Молапо
Молапо (сесото Letsie I Moshoeshoe) (1814—28 июня 1880 года,  Хлоце) — великий вождь народа сото (басуто). 

## Биография
Был вторым из четырех сыновей основателя государства сото Мошвешве I от его главной жены Мамохато.
Вместе со своим братом Летсие посещал первую христианскую школу в регионе. Он был крещён там в 1840 году и получил имя при крещении Иеремия. Позже он отошел от христианства. 
Он поселился со своими последователями недалеко от Лерибе по обе стороны Каледона . В регионе он был единственным мосото, умевшим читать. Молапо умер незадолго до начала Оружейной войны. Он был похоронен на горе Таба Босиу, как и его отец и несколько братьев. 
У Молапо было несколько жен и, помимо Хосефы, еще множество детей, в том числе Джонатан Молапо и Джоэл Молапо, которые, в последствии, десятилетиями боролись за престол. Одним из его потомков был первый премьер-министр Лесото Леабуа Джонатан, сын одной из наложниц Джонатана Молапо.